# Ladyginia
Ladyginia är ett släkte i familjen flockblommiga växter. Det beskrevs av Vladimir Lipskij 1904.

## Arter
Släktet omfattar tre arter i Centralasien:
- Ladyginia afghanica (Gilli) Pimenov & Kljuykov
- Ladyginia bucharica Lipsky
- Ladyginia gigantea (Leute) Pimenov & Kljuykov